# Історія Макарова

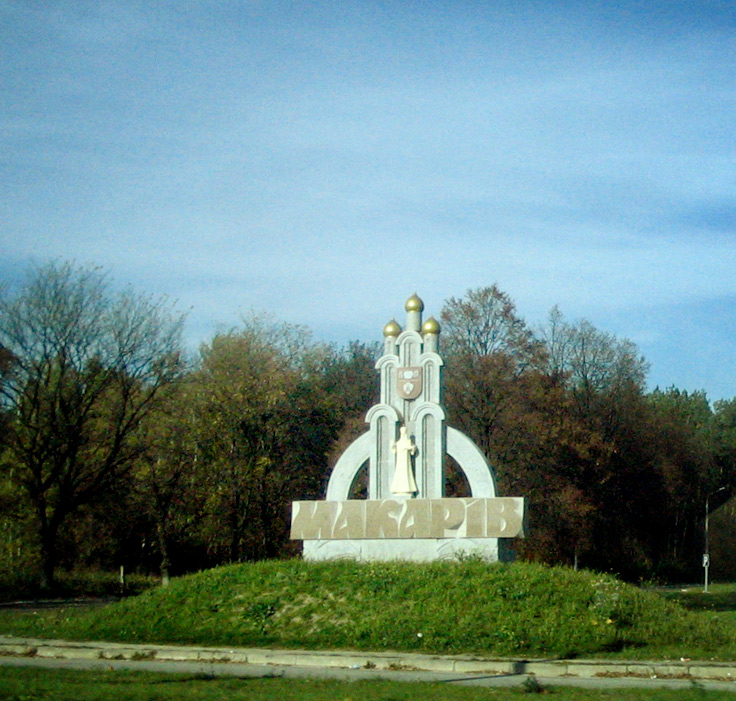
В'їзний знак до смт. Макарів. Осінь 2008 року.

Про Макарів (нині смт, центр Макарівської селищної громади Бучанського району на Київщині), згідно з історичними джерелами, встановлено відомості, які наводяться у цій статті.
Перша письмова згадка — в складі маєтностей Ясинецьких — належить до 1506 року. До кінця XVI століття поселення, власне село називалось Воронин(е). Макарів зазначався як село до 1742 року.
Поблизу Макарова знайдено знаряддя праці та рештки поселень доби пізнього неоліту і бронзової доби, виявлено залишки давньоруських городищ ІХ—ХІІ століть. Біля сучасного селища проходив один зі Змієвих валів — захисних споруд Київської Русі.

## Заснування, Козаччина, під Польщею
Початкова історія Макарова (від 1506 року) пов'язана із селом Воронин, яке входило до числа Ясинецьких маєтків литовських феодалів Івашенцевичів (Васенцевичів). Ці Ясинецькі маєтки простиралися до Хвастова (нині Фастів), і оскільки резиденцією панів служило місце, де тепер Макарів, саме за цим поселенням згодом рід прибрав назву Макаревичі-Івашенцевичі або просто Макаревичі — на честь першого власника Макара Івашенцевича, а поселення власне на честь власника дістало назву Макарів. З цього роду, зокрема, походить відомий Андрій Макаревич, що заклав за 15 карбованців місто Хвастів біскупу Пацу; сини його Микола та Григорій, які оспорювали в біскупів володіння Хвастовом; Михайло Макаревич, що доручив перед смертю своєю, на початку XVII століття, опіку над своїми дітьми Київському судді Яну Аксаку; брат його Христофор Макаревич, що зробив «наїзд» на Макарів, з метою відняти його в дітей Михайла і за цей вчинок мав гучний процес у суді.

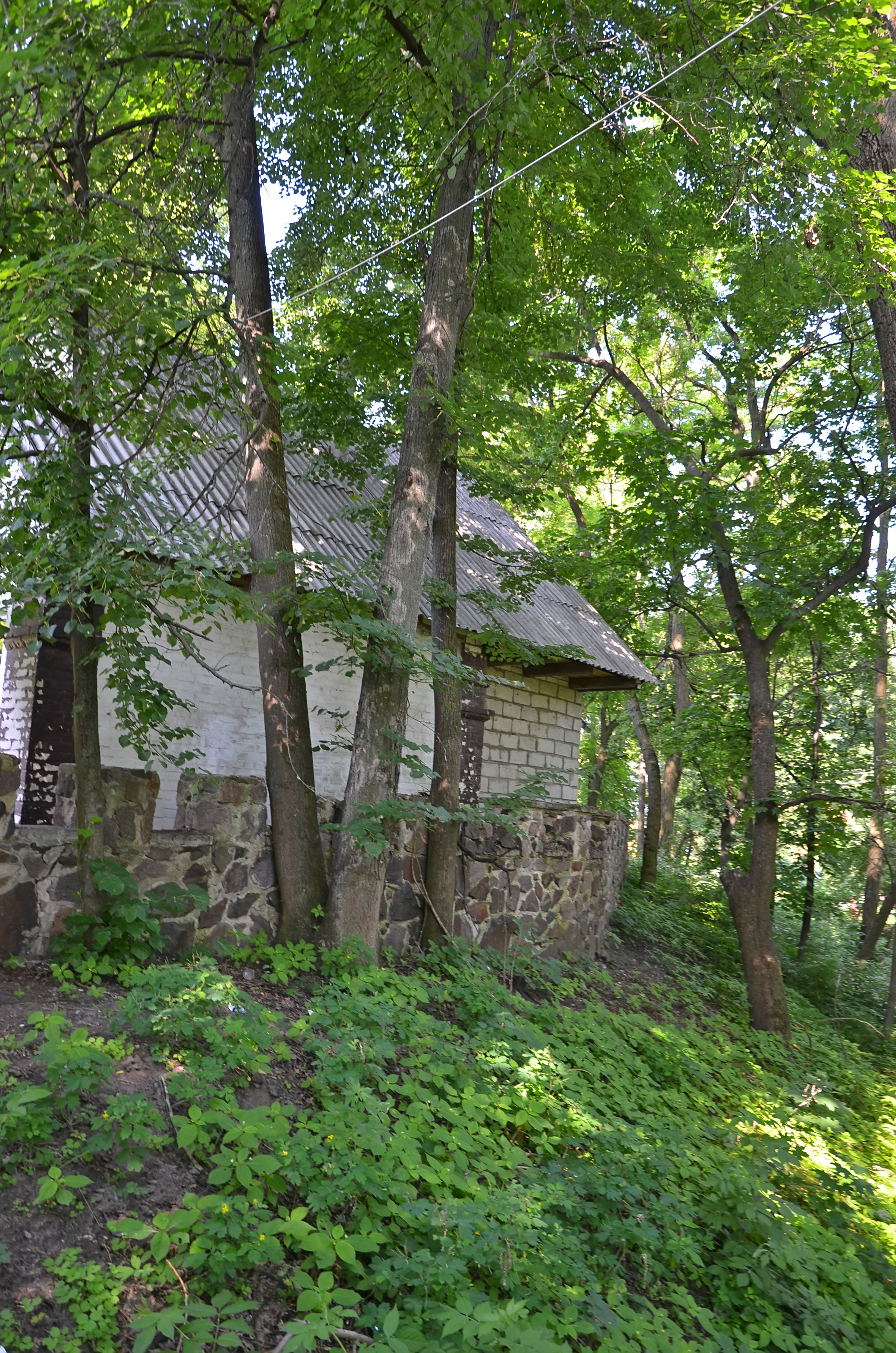
Городище Макарів на мисі лівого берега р. Здвиж

Наприкінці XVI століття Микола (Михайло), онук Макара, перетворив макарівське дворище на фортецю: побудував замок, оточив його валами, на гребені яких спорудив частокіл з дерев, що мали загострені стовбури. Фортеця мала кілька добре укріплених воріт з постійною обороною. Через рови перекидалися містки. З півдня замок захищала річка Здвиж.
Ім'я наступного власника Макарова — польського великого коронного стражника Самуеля Лаща — асоціювалося з неймовірною жорстокістю щодо селян.
Потому великий маєток Макаревичів розділили між собою нащадки цього роду по жіночій лінії — князі Збаразькі, Любомирські і Харленські, зокрема Макарів з околицями дістався Харленським.
Під час національної революції 1648—1676 багато шляхтичів шукало захисту в Макарівському замку. Але їх розсіяли селянські загони на чолі з Максимом Кривоносом. Разом з повстанцями загону Кривоноса місцеві селяни напали на маєток Кшиштофа Харленського, який володів Макаровом після С. Лаща. Маєток було розгромлено і спалено. Звістка про ці події швидко поширилася серед селян навколишніх сіл і сприяла піднесенню визвольного руху на всьому Поліссі. Жителі Макарова організували козацьку сотню на чолі з Г. Петрицьким, яка брала участь у Зборівській битві (1649), Берестецькій битві (1651), Батозькій битві (1652), у боротьбі проти Івана Виговського.
У 1660 році польська шляхта повернулася до Макарова. Тоді містечком володіла дружина воєводи Радзівіла. Тут розмістився польський гарнізон, який нещадно розправлявся з найменшими проявами непокори. Безчинства панів викликали 1664—65 нове повстання поліських селян, яке очолив овруцький полковник Дацко Децик. У 1665 році повстанці обложили макарівський замок і за активної підтримки місцевих мешканців штурмом оволоділи ним. Багато жителів вступило до війська Децика і рушило з ним у визвольний похід по Правобережній Україні. Вони брали участь у визволенні від шляхти Бишева, Мотовилівки, Білої Церкви.
1672 року до Макарова вступило польське військо на чолі з полковником Яном Пивом. Вулиці села були залиті кров'ю, багато жителів було ув'язнено, а їх оселі розгромлено. Київський сотник Федір Ляшко в березні того року повідомляв київського полковника Якова Дмитрієвича, що «ляхи з Макарова людей постинали и, много зла починивши, знову до Макарова увойшли». Загарбники, отаборившись у замку, чинили набіги на сусідні села, нападали на землі, що належали Московії, доходили навіть до Києва, про що 15 червня 1672 року московський цар Олексій Михайлович повідомляв польського короля. 1694 року Макарів, переслідуючи військо регіментаря Вільги, звільнили козаки Семена Палія.

Скульптура Дмитра Туптала в Макарові.

Цей же період 2-ї половини XVII століття Макарів відомий найбільш тим, що в ньому в грудні місяці 1651 року народився святий Дмитрій (Дмитро Туптало), митрополит Ростовський від батьків Сави Григоровича Туптала і Марії Михайлівни і названий в миру Данилом. Сава Туптало (Тупталенко) був козаком, що дослужився до звання сотника і помер у 1703 році в Києво-Кирилівському монастирі. Лаврентій Похилевич у своїх «Сказаннях про населені місцевості Київської губернії» зазначав, що прізвища Тупталів у Макарові й околицях ніхто не носить і між жителями про святителя ніяких переказів немає. Є тільки Тупталове озеро на полях у напрямку до села Наливайківка. Навчався святий Дмитрій в Києво-Могилянській колегії в 1668 році (помер у 1709 році). Із записів з щоденника (діарія) святого Дмитрія, а також з деяких місць його творів видно, що річка Здвиж у його час називалась Лович, що Макарів тоді перебував у володінні Марії — дружини воєводи і гетьмана литовського Януша Радзивіла, дочки господаря Молдавсько-Волахійського Василя Лупули. Окрім, сотника Туптала з Макарівської сотні, що входила до Київського козацького полку відомі сотники — Петрицький Григорій (дата, коли згадано — 1649), Пхекало Степан (1654), осавул Пхекало Ничипір, хорунжий Андрій (прізвище в документі не зазначено, 1649).
За умовами Прутського трактату (1711) Макарів залишився під владою Польщі.
Незабаром князі Любомирські викупили Макарів і володіли ним до половини XVIII століття. Згідно з церковними актами особливо відомий з цих князів Антоній Любомирській, що надав у 1749 році багатьом церквам земельних володінь.
У 1768 році під час Коліївщини, гайдамацький загін під проводом Івана Бондаренка зайняв порожній Макарів, зруйнував замок, греко-католицьку церкву і костьол. Новий власник містечка ксьондз Каєтан Росцішевський напередодні повстання залишив замок і втік до Олевська. Макарів на деякий час став центром діяльності останнього полковника Коліївщини Івана Бондаренка, якому вдалося поширити повстання на всю територію колишнього Макарівського району Київської області, а також на частини сусідніх районів Київщини й Житомирщини. Підступно схоплений на храмове свято в Макарові, І. Бондаренко був страчений у Чорнобилі.
Від близько 1785 року Макарівським маєтком володів пан Мілевський, що був одружений з родичкою колишнього власника бездітного декана Росцішевського. В останні роки польського панування в замку знаходився невеликий гарнізон озброєний гарматами.

## Від Російської імперії до СРСР
Унаслідок поділів Польщі 1793, 1795 років Макарів був загарбаний Російською імперією, у складі якої у 1804 р. став волосним центром Київського повіту Київської губернії, в який входили 2 містечка, 10 сіл, 12 невеликих поселень, 15 хуторів, 4 німецькі колонії. Із 51 157 десятин землі 29 949 десятин належало поміщикам, 512 церквам і монастирям, і тільки 20 696 десятин — селянам. На 1846 рік у ньому налічувалося 946 жителів, у тому числі 573 селян.
Але у власників Макарівського маєтку фактично залишалось правонаступництво. З дочкою ще пана за Польщі Мілевського Юліаною був одружений Ксаверій Павша — син Михайла і батько Миколи Ксаверевича, який одержав маєток за заповітом своєї матері (Павша дотримувався латинського обряду, проте, дружина його була православною). Від 1851 року Макаровим володів Микола Ксаверієвич Павша, який помер у 1880 році залишивши дітям великі борги. Тобто цей рід Павшів був власником Макарова фактично весь час за Російської імперії.
У славнозвісних «Сказаннях…» Лаврентія Похилевича (1864) зазначалось, що Макарів містечко, що розташоване за 53 версти від Києва, на обох сторонах річки Здвиж, за 6-ть верст нижче села Юрів, там де Києво-Брес(тс)ьке шосе перетинає річку. У містечку знаходилась головна контора маєтків пана Павші, до якого в Київському повіті належали села: Фасівка, Забуяння, Кодра, Завалівка і Буда з 12 032 десятинами землі, здебільшого лісистої та болотистої та в Овруцькому повіті село Кліщі, біля села Народовичі, що з першої 1-ї половини XIX століття належало також дідові Макарівського власника, — Михайлові Павші — хорунжому Київському, а потім синові його Ксаверію. У Макарові, як і за поляків, знаходився древній замок, оточений валами, і ровами з руїнами та фундаментами від древніх кам'яних будівель. Кам'яні льохи і підземелля, що служили, очевидно, для зберігання харчів та напоїв, були розібрані тільки в останні роки XIX століття, а цеглу придатну до вживання використали при будівництві церкви.
Економічне піднесення XIX століття позначилось і на Макарові — у містечку було засновано 12 річних ярмарків (у додаток до 2) та улаштовано заводи: цегельний, винокурний (спиртовий) та пивоварний. У 1854 було розпочато будівництво нової кам'яної православної церкви (до Макарівського православного приходу належали села Фасівка, Гавронщина), ще раніше (1836) у Макарові був збудований Ксаверієм Павшою лютеранський кам'яний костел.
За реформою 1861 року селяни повинні були викупити 565 десятин польової і 70 десятин присадибної землі. Сплачувати викуп вони мусили протягом 49 років по 1190 крб. 47 коп. Дуже дорого обійшлася земля селянам: з них збиралися здерти 68 333 крб., або в три рази більше її тогочасної вартості. Крім внесення викупних платежів, селян зобов'язували ремонтувати мости. Вони не мали права користуватися лісами та вигонами, їм заборонялося навіть мочити льон і коноплі у панському ставку. В 1866 році в Макарові були вже дрібні підприємства — винокурний, пивоварний і два шкіряні заводи, цегельня, на якій працювало 8 робітників. На шкіряних заводах, що мали всього 5 робітників, оброблялося на рік 800 шкур, на цегельні вироблялось 100 тис. штук цегли. Наприкінці XIX ст., крім цих підприємств, діяв паровий млин, де працювали 25 робітників. Промисловість Макарова станом на 1887 рік складалась із заводів — цегляного, пивоварного, винокурного. На річці Здвиж було розташовано два водяних млини. У власності міщанина Островського знаходився невеликий шкіряний завод. Наприкінці XIX ст. тут існувало 147 єврейських торгових лавок.
На початку XX століття Макарів уже був великим містечком, яке належало поміщику М. фон Мекку. У ньому налічувалося 569 дворів, проживало 5 783 особи. З 4411 десятин землі поміщику належало 3266 десятин, церкві — 54, селянам — 109. За даними 1912 року, з 188 господарств, що мали 834 га землі, 66 — належало всього 123 десятини. У той же час 12 заможних дворів володіли 156 десятинами. Напередодні Першої світової війни діяли медоварний, пивоварний і шкіряний заводи, сірникова фабрика, цегельня і водяний млин.
Містечко було невпорядкованим. Його жителі скаржилися київському губернаторові, що в Макарові від самої зими стоять глибокі калюжі, сморід від яких шкідливо діє на здоров'я, що тут лютують тиф, пропасниця, скарлатина. Хвороби, недоїдання й тривале голодування передчасно зводили в могилу як дорослих, так і їхніх дітей. Наприклад, у 1880 році з 93 дітей, що народилися в Макарові, на першому році життя померли 57.
У містечку працювали земська лікарня на 10 ліжок, де був лиш один лікар, приватна аптека і три аптечні склади. У відкритій 1874 року парафіяльній школі навчалося 65 дітей. На утримання школи і вчителя в 1899 році витрачено 239 карбованців.
Жителі Макарівської волості брали участь в російсько-японській війні (1904—5), революції 1905—1907 років, Першій світовій війні, національно-визвольних змаганнях 1917-1920 років.
У 1917 році Макарів став осередком гострої боротьби між місцевими органами Української Центральної Ради і більшовицьким революційним комітетом. Загалом під час національно-визвольних змагань українців (1917—1921) містечко не раз переходило з-під однієї влади під іншу. Так, наприкінці лютого 1918 року містечко окупували німецькі війська, наприкінці 1918 року Макарів потрапив під владу Директорії Української Народної Республіки. У лютому 1919 року встановлено більшовицьку владу. Добровольча армія, яка захопила містечко в серпні 1919 року, утримувала його до грудня, після чого владу червоних окупантів було поновлено. На початку травня у Макарів увійшли польські війська, а в червні 1920 року відступили, спаливши його. Тоді ж у містечку було остаточно встановлено більшовицьку владу.
У 1921 році Макарівщина та Бишівщина увійшли до складу УСРР.

## Макарів у 1923—2020 роках

Обеліск на честь воїнів-макарівців, загиблих у ВВв

У 1923 році Макарів став районним центром у складі Київської округи, від 1932 року — у складі Київської області.
У 1920-х роках на Макарівщині розгорталась колективізація; 1927 року було запущено електростанцію на річці Здвиж. У серпні 1932 року в Макарові організовано філію Трактороцентру. На її базі в 1934 році утворено першу МТС, а в 1937 році — другу. Напередодні Німецько-радянської війни в обох МТС налічувалось 136 тракторів, 12 комбайнів, 190 тракторних плугів, 49 культиваторів. Цією технікою оброблялись поля всіх колгоспів Макарівського району.
Чорну сторінку в історії району лишили репресії 1930-х років. Лише голодомор 1933 року забрав життя близько 15 000 селян Макарівського району. Під час Голодомору (1932—33) у Макарові та районі відбирався врожай і продукти харчування, внаслідок чого кількість жертв трагедії у селищі сягнула 3 450 осіб, з них — 99 дітей
.

Пам'ятний знак Жертв Голодомору та репресій у Макарові.

У 1939 році в Макарівській лікарні налічувалось 70 ліжок, а в лікувальних установах райцентру та району працювало 10 лікарів, 39 фельдшерів і акушерок, 14 медичних сестер. У грудні 1940 року в Макарові була організована районна сільськогосподарська виставка, яку відвідали 10 тисяч колгоспників району і делегації 20 районів області.
22 червня 1941 року відбувся напад на СРСР нацистської Німеччини, що до цього була його союзницею у розв'язанні Другої світової війни — розпочалася Німецько-радянська війна. На початку липня 1941 року фронт наблизився до Макарова. Оборону тримали воїни 171-ї стрілецької та 28-ї гірськострілецької дивізій, під командуванням генералів Будехо та Потапова. 10 липня німецькі підрозділи захопили Макарів, але опанувати весь район їм вдалося лише наприкінці серпня.

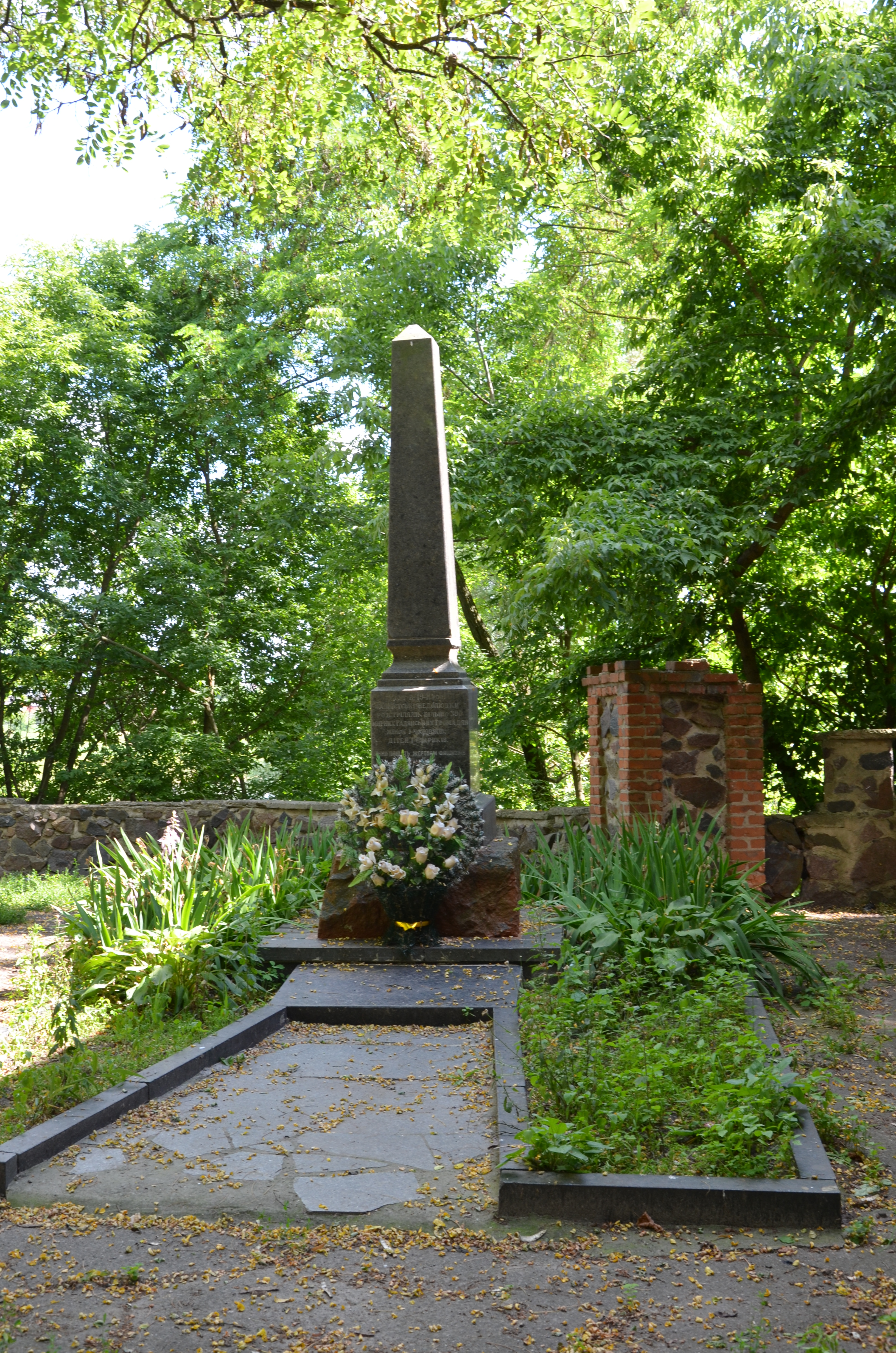
Пам'ятник на місці розстрілу нацистами більше 300 мирних жителів у червні 1941 р.

У перші дні німецької окупації було розстріляно в парку над Здвижем понад 300 мирних жителів і захоплених у полон солдатів РСЧА. У березні 1942 року в Макарові органами НКВД було створено підпільну організацію, на чолі якої став А. Г. Лопата. На території району певний час базувались червоні «партизанські» з'єднання С. А. Ковпака та М. І. Наумова. За роки окупації, якщо вірити радянським джерелам, були пограбовані всі промислові підприємства та колгоспи, зруйновано 21 школу, 19 клубів, півтори тисячі житлових будинків. Майже 10 тисяч чоловік населення Макарівщини залишилось без житла; вивезено на примусову працю до Німеччини близько 4-х тисяч чоловік; загинуло понад 6 700 жителів Макарівського району, мобілізованих в Червону Армію. Понад п'ять з половиною тисяч макарівчан були нагороджені совітами бойовими орденами і медалями.
Після поразки нацистів та повернення червоних окупантів розпочалося відновлення народного господарства, зокрема і Макарівського району. Вже в 1948 році всі колгоспи району відновили посівні площі 1941 року і майже досягли довоєнного рівня виробництва основних видів сільськогосподарської продукції.

Братська могила радянських воїнів, які загинули у боях у листопаді 1943 р., Макарів

В 1953 році засновано Макарівський автопарк, а в 1957 році зведено нові корпуси міжколгоспного будівельного підприємства. Створено комбінат комунальних підприємств, ремонтно-будівельну організацію. З 1957 року в Макарові відкрито медичне училище.
У 1956 році Макарів став селищем міського типу.
У 1967 році в Макарові був заснований історичний музей (нині історико-краєзнавчий музей).
У зв'язку із Чорнобильською трагедією у 1986 році в район прибуло майже 9 тисяч переселенців із зони відчуження, для яких було побудовано близько 150 квартир та близько 3 000 будинків садибного типу у 23 населених пунктах Макарівського району.
У 1991 — 2020 рр. — Макарів — районний центр Київської області Незалежної України.

Літак, Макарів

З метою покращення соціальної інфраструктури та розвитку послуг в Макарівському районі в 2000 році був створений і успішно діє Макарівський сільський сервісний центр, який надає послуги сільському населенню.
За роки незалежності України жителі Макарова та району повертаються до прадавніх традицій, відроджуються релігійні громади, будуються нові храми — так, у 2007 році у Макарові була відкрита і освячена церква на честь святого Димитрія Ростовського у якій знаходиться часточка мощей цього святого; дослідники і краєзнавці відтворюють історію селища і району (у тому ж 2007 році був затверджений і прийнятий селищний герб і прапор), відкриваючи маловідомі сторінки рідного краю, а також досягнення сьогодення в ім'я становлення нашої держави.
12 червня 2020 року Макарівський район було ліквідовано і була утворена Макарівська селищна територіальна громада шляхом об'єднання Макарівської та Кодрянської селищних рад, Андріївської, Борівської, Великокарашинської, Гавронщинської, Забуянської, Колонщинської, Комарівської, Копилівської, Королівської, Липівської, Людвинівської, Маковищанської, Мар'янівської, Мотижинської, Наливайківської, Небелицької, Ніжиловицької, Пашківської, Плахтянської, Рожівської, Ситняківської, Фасівської, Червонослобідської, Юрівської сільських рад Макарівського району.